# Alice di Antiochia
Alice di Antiochia, anche Haalis, Halis, o Adelicia (1110 circa – dopo il 1151), era la seconda figlia del re di Gerusalemme Baldovino II e Morfia di Melitene; divenne principessa di Antiochia quando si sposò con Boemondo II.

## Biografia
Baldovino II aveva assunto la reggenza di Antiochia dopo la disfatta del Principato alla battaglia dell'Ager Sanguinis nel 1119.
Nel 1126 il diciottenne Boemondo, figlio di Boemondo I, fondatore del Principato di Antiochia, venne a reclamare la sua eredità.
Subito dopo aver ricevuto il principato, Boemondo si sposò con Alice, nozze probabilmente previste nei negoziati che avevano preceduto l'arrivo di Boemondo.
Nel 1131 Boemondo fu ucciso in una battaglia contro i Danishmendidi e Baldovino tornò ad Antiochia per assumere la reggenza, ma Alice, che voleva la città per se stessa, tentò di stringere un'alleanza con Zangi, l'atabeg selgiuchide di Mosul e Aleppo, offrendo sua figlia in sposa ad un principe musulmano.
Il messaggero inviato da Alice a Zangi fu catturato sulla strada da Baldovino, torturato e giustiziato.
Alice rifiutò di lasciare entrare Baldovino in Antiochia, ma alcuni dei nobili antiocheni aprirono le porte ai rappresentanti di Baldovino: Folco V d'Angiò (cognato di Alice) e Joscelin I di Edessa.
Alice in un primo momento si rifugiò nella cittadella, ma poi si consegnò a suo padre, affidandosi alla sua misericordia e così, alla fine, si riconciliarono.
Alice fu espulsa da Antiochia, ma le fu consentito di tenere per sé Laodicea e Jabala, le città che aveva ricevuto in dote quando aveva sposato Boemondo.
Baldovino lasciò Antiochia sotto la reggenza di Joscelin, che governò per la giovane figlia di Alice e Boemondo, Costanza.
Quando Baldovino morì, nel 1131, gli succedette a Gerusalemme la sua figlia maggiore, sorella di Alice, Melisenda, con il marito Folco.
Anche Joscelin morì poco dopo, e Alice tentò nuovamente di prendere il controllo di Antiochia, non volendo che la sua giovane figlia ereditasse il principato.
I nobili antiocheni chiesero l'aiuto di Folco ed Alice si alleò con i governanti degli altri due Stati crociati settentrionali: Ponzio di Tripoli e Joscelin II, figlio di Joscelin I.
Ponzio non avrebbe permesso a Folco di attraversare la Contea di Tripoli e Folco fu costretto a recarsi ad Antiochia viaggiando per mare.
Sia Ponzio che Joscelin probabilmente temevano che Folco volesse imporre la sovranità di Gerusalemme sugli stati settentrionali, sebbene si disse anche che Alice li aveva semplicemente corrotti.
Folco e Ponzio combatterono una battaglia vicino a Rugia, ma alla fine si fece la pace e Folco restaurò la reggenza in Antiochia, ponendo il principato sotto il controllo di Reynald Masoier.
Attorno al 1135 Alice tentò nuovamente di prendere il controllo di Antiochia, negoziando con l'Impero bizantino per il matrimonio di Costanza; il futuro imperatore Manuele I Comneno era un candidato.
Alcuni dei nobili del principato, tuttavia, che non volevano un'alleanza con i greci, convocarono segretamente Raimondo di Poitiers per sposare Costanza.
Il patriarca Rodolfo I di Domfront convinse Alice che Raimondo veniva per sposare lei; invece egli stesso celebrò le nozze di Raimondo con l'ancora minorenne Costanza.
Alice, umiliata, lasciò Antiochia per non tornare mai più. 
Non conosciamo la data della sua morte, ma nel 1151 Alice appare ancora come Laodicie principessa (principessa di Laodicea) in un atto dei Cavalieri Ospitalieri,
Delle altre sue sorelle, Hodierna sposò Raimondo II di Tripoli e Ivetta divenne badessa del convento dedicato a san Lazzaro a Betania.
Sua figlia Costanza, rimasta vedova di Raimond di Poitiers, si risposò con Rinaldo di Châtillon.

## Ascendenza
|                             |   |                    | Genitori |  |  | Nonni |  |  | Bisnonni              |  |  | Trisnonni            |  |
|                             |   |                    |          |  |  |       |  |  | Manasse III di Rethel |  |  | Manasse II di Rethel |  |
|                             |   |                    |          |  |  |       |  |  | Manasse III di Rethel |  |  | Manasse II di Rethel |  |
|                             |   | Dada               |          |  |  |       |  |  | Manasse III di Rethel |  |  |                      |  |
| Ugo I di Rethel             |   |                    |          |  |  |       |  |  | Manasse III di Rethel |  |  |                      |  |
|                             |   | Judith di Roucy    | …        |  |  |       |  |  |                       |  |  |                      |  |
|                             |   | Judith di Roucy    | …        |  |  |       |  |  |                       |  |  |                      |  |
|                             |   | Judith di Roucy    | …        |  |  |       |  |  |                       |  |  |                      |  |
| Baldovino II di Gerusalemme |   | Judith di Roucy    |          |  |  |       |  |  |                       |  |  |                      |  |
|                             |   | Guy I di Montlhéry | …        |  |  |       |  |  |                       |  |  |                      |  |
|                             |   | Guy I di Montlhéry | …        |  |  |       |  |  |                       |  |  |                      |  |
|                             |   | Guy I di Montlhéry | …        |  |  |       |  |  |                       |  |  |                      |  |
| Melisende di Montlhéry      |   | Guy I di Montlhéry |          |  |  |       |  |  |                       |  |  |                      |  |
|                             |   | Hodierna di Gometz | …        |  |  |       |  |  |                       |  |  |                      |  |
|                             |   | Hodierna di Gometz | …        |  |  |       |  |  |                       |  |  |                      |  |
|                             |   | Hodierna di Gometz | …        |  |  |       |  |  |                       |  |  |                      |  |
| Alice di Antiochia          |   | Hodierna di Gometz |          |  |  |       |  |  |                       |  |  |                      |  |
|                             | … | …                  |          |  |  |       |  |  |                       |  |  |                      |  |
|                             | … | …                  |          |  |  |       |  |  |                       |  |  |                      |  |
|                             | … | …                  |          |  |  |       |  |  |                       |  |  |                      |  |
| Gabriele di Melitene        | … |                    |          |  |  |       |  |  |                       |  |  |                      |  |
|                             |   | …                  | …        |  |  |       |  |  |                       |  |  |                      |  |
|                             |   | …                  | …        |  |  |       |  |  |                       |  |  |                      |  |
|                             |   | …                  | …        |  |  |       |  |  |                       |  |  |                      |  |
| Morfia di Melitene          |   | …                  |          |  |  |       |  |  |                       |  |  |                      |  |
|                             |   | …                  | …        |  |  |       |  |  |                       |  |  |                      |  |
|                             |   | …                  | …        |  |  |       |  |  |                       |  |  |                      |  |
|                             |   | …                  | …        |  |  |       |  |  |                       |  |  |                      |  |
| …                           |   | …                  |          |  |  |       |  |  |                       |  |  |                      |  |
|                             |   | …                  | …        |  |  |       |  |  |                       |  |  |                      |  |
|                             |   | …                  | …        |  |  |       |  |  |                       |  |  |                      |  |
|                             |   | …                  | …        |  |  |       |  |  |                       |  |  |                      |  |
|                             |   | …                  |          |  |  |       |  |  |                       |  |  |                      |  |

### Fonti
- (EN) Guglielmo di Tiro, Historia rerum in partibus transmarinis gestarum (A History of Deeds Done Beyond the Sea), a cura di Emily Atwater Babock e A. C. Krey, traduzione di Emily Atwater Babock e A. C. Krey, Columbia University Press, 1943,  Volume II.

### Letteratura critica
- (EN) Bernard Hamilton, The Growth of the Latin Church of Antioch and the Recruitment of its Clergy, in Krijna Nelly Ciggaar e David Michael Metcalf (a cura di), East and West in the Medieval Eastern Mediterranean: Antioch from the Byzantine reconquest until the end of the Crusader principality, Louvain, Peeters Publishers, 2006, ISBN 90-429-1735-0.

- (EN) Steven Runciman, The Kingdom of Jerusalem and the Frankish East, 1100-1187, in A history of the Crusades, vol. II, Cambridge, Cambridge University Press, 1952, ISBN 978-0-521-06162-9. (traduzione italiana di E. Bianchi, A. Comba, F. Comba, in due volumi: Storia delle Crociate, Torino, Einaudi, 2005. ISBN 978-88-06-17481-1)

- (FR) René Grousset, 1095-1130 L'anarchie musulmane, in Histoire des croisades et du royaume franc de Jérusalem, vol. I, Parigi, Perrin, 2006  [1934], ISBN 2-262-02548-7.

- (FR) René Grousset, 1131-1187 L'équilibre, in Histoire des croisades et du royaume franc de Jérusalem, vol. II, Parigi, Perrin, 2006  [1935], ISBN 2-262-02568-1.

- (FR) Abdel Rahman Nehmé, Figures féminines de la noblesse des croisades, in Louis Pouzet e Louis Boisset (a cura di), Chrétiens et Musulmans au temps des croisades, entre l'affrontement et la rencontre, Beirut, Presse de l'Université Saint-Joseph, 2007,  pp. 73-91, ISBN 9953-455-73-2.

- Amin Maalouf, Le crociate viste dagli arabi, (titolo originale: Les croisades vues par les Arabes, Parigi, Jean Claude Lattes, 1983, ISBN 978-2-290-11916-7), Torino, Società Editrice Internazionale, 2001,  pp. 138-9 (nell'edizione francese), ISBN 978-88-05-05900-3.